# Ubaldina Dávila
Ubaldina Dávila   (Neiva, 16 d'abril de 1831 - Anapoima, 11 d'agost de 1900), coneguda també com Waldina Dávila, va ser una escriptora i pintora de la regió de Huila (Colòmbia).
Era la filla de Pedro Dávila i Josefa Salas (filla de Benito Salas heroi de la independència de Colòmbia, aleshores integrada en l'entitat nomenada Nova Granada). El 1852 es casà amb Rafael Ponce de León del qual va enviudar i va deixar quatre fills que va haver de cuidar i educar.

## Trajectòria
És considerada com la primera novel·lista de Huila, amb la publicació de la seva obra titulada "El Trabajo" el 1888. Intel·lectual i artista inquieta va participar en les exposicions de l'Academia de Dibujo y Pintura de 1848 i en l'Exposición Nacional de Bellas Artes de 1886. Entre els seus treballs literaris es troben relats curts com Mis Próceres, Luz de la Noche y La Muleta. També va produir obres dramatúrgiques, entre les quals destaca Zuma. Obra en tres actos y en prosa. La seva obra es caracteritza per la seva relació amb el romanticisme incorporant algunes facetes costumistes pròpies de la narrativa de la segona meitat del segle xix.
Col·labora en diferents revistes de l'època a Colòmbia com: Colombia Ilustrada, El iris, El Vergel, La Mujer, Biblioteca de Señoritas, La Revista de las Españas o La Unión Iberoamericana. Va signar publicacions amb el pseudònim de "Jenny" i va se membre del grup El Mosaico, tertúlia elitista cultural colombiana que va funcionar entre 1858-1872.

## Obra
L'obra narrativa de Dávila esta formada per títols com El Trabajo (1884), Mis próceres (1890), Serie de novelas (1892). El mateixa any publica l'obra de teatre Zuma. Drama de tres actos y en prosa.
A El Trabajo, es narra les convencions socials de la societat colombiana de l'època que no permeten la consecució de la vida plena de dos amants. La protagonista salva de la ruïna econòmica a la família, fundant un col·legi per senyoretes anomenat "El Trabajo". En Mis próceres es narra els efectes devastadors que deixa la guerra en el col·lectiu femení que s'aboca a les presons per poder parlar amb els seus marits i germans i l'hostilitat de les forces espanyoles que provoquen el seu desterrament. Les causes comunes per les quals han de passar forjaran unes xarxes de solidaritat que els permetrà suportar el dolor i les necessitats del moment. La dona és retratada com un element fonamental en la construcció de la nova societat colombiana retratant les lluites femenines que van haver de portar a terme les dones dels libertadores de les Guerres d'independència hispanoamericanes. A Zuma, retrata la visió del marginat en els esdeveniments del descobriment i conquesta d'Amèrica, així com el sincretisme cultural que van haver de viure els pobles amerindis.

## Feminitat
Dávila fa un retrat de personatges femenins en els quals es retrata la missió civilitzadora d'una dona més culta, instruïda i amb horitzons més grans. La dona colombiana tindria segons alguns autors uns ideals transcendents on la instrucció i el paper social de la dona entronquen amb el discurs de les reformes radicals del pensament lliberal de 1870.
Els personatges femenins de les obres d'Ubaldina, són menys subordinats a l'esfera de la llar i més independents. Les seves accions deriven de la seva pròpia subjectivitat, i destaquen per no estar subordinats a l'empara masculina. Representen les bases per un nou progrés, emancipació i modernització que donaran peu a una nova figura femenina a Amèrica Llatina.